# Zinn(II)-iodid
Zinn(II)-iodid ist eine anorganische chemische Verbindung des Zinns aus der Gruppe der Iodide.

## Gewinnung und Darstellung
Zinn(II)-iodid kann durch Reaktion von Zinn mit Iod bei mehr als 600 °C gewonnen werden, wobei sich erst Zinn(IV)-iodid bildet, das mit überschüssigem Zinn zu Zinn(II)-iodid reagiert.
{\displaystyle \mathrm {Sn+I_{2}\longrightarrow SnI_{2}} }
Es kann auch durch Reaktion einer Zinn(II)-chloridlösung mit Kaliumiodid dargestellt werden:
{\displaystyle {\ce {SnCl2 + 2 KI -> SnI2 + 2 KCl}}}

## Eigenschaften
Zinn(II)-iodid ist ein gelber bis roter Feststoff, der wenig löslich in Wasser ist. Er besitzt eine monokline Kristallstruktur mit der Raumgruppe C2/m (Raumgruppen-Nr. 12), den Gitterparametern a = 1417 pm, b = 453,5 pm, c = 1087 pm, 92° und sechs Formeleinheiten pro Elementarzelle. Mit Halogeniden bildet es Halogenkomplexe.